# Vestenická brána
Vestenická brána je geomorfologická část geomorfologického podcelku Nitrické vrchy. Leží mezi Bánovci nad Bebravou a Prievidzou, asi 35 km jihovýchodně od Trenčína.
Je to sníženina, kterou protéká řeka Nitrica, rozděluje Nitrické vrchy na geomorfologické části Drieňov na jihu, Rokoš a Rokošské předhoří na severu. Zároveň spojuje Hornonitrianskou kotlinu s výběžkem Podunajské pahorkatiny. Dosahuje šířky 2 km a délky 7,5 km.
Z geologického hlediska je tvořená vápenci a dolomity, místy také břidlicemi a pískovcem z doby středního a svrchního triasu a v menší míře také vápnitými břidlicemi, jílovci, pískovcem a křemencem spodního triasu (lúžňanské souvrství).
Půdní kryt představují hlavně nasycené kambizemě, říční nivu Nitrice pokrývají fluvizemě.
Na jejím území leží čtyři obce:
- Dolné Vestenice
- Horné Vestenice
- Nitrica
- Nitrianske Sučany